# Michael Hoppé
Michael Hoppé (...) è un compositore, produttore discografico e musicista inglese.

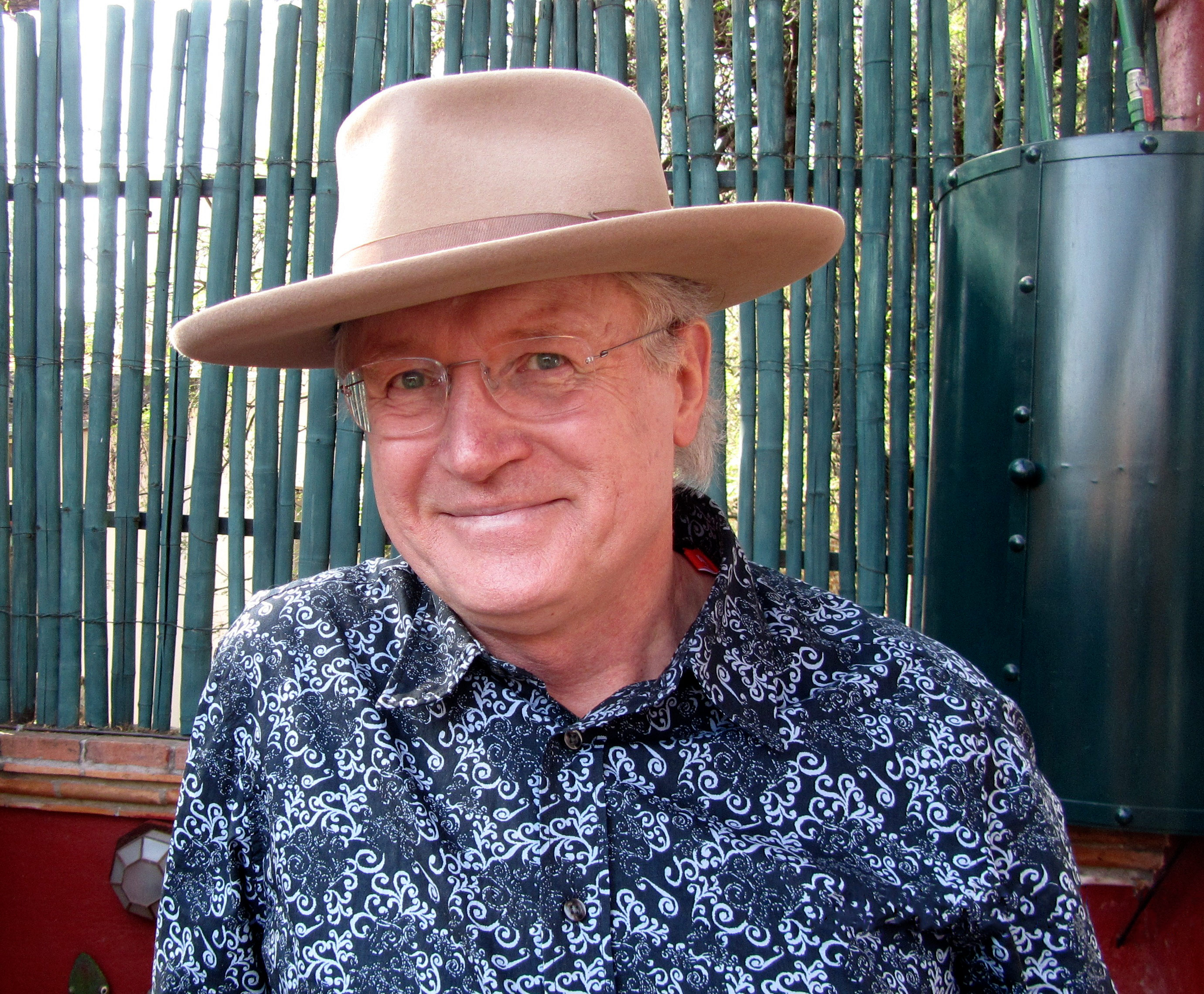
Michael Hoppé

Per anni alla guida della A&R dell'etichetta discografica PolyGram, in tale carica mise sotto contratto artisti new Age come Vangelis e Jean-Michel Jarre.
Compositore di trame delicate, intrise di romanticismo e sentimentalismo, ebbe una nomination per il Grammy New Age nel 2003 per il suo Solace.

## Discografia
- Quiet Storms: Romances for Flute and Harp (1988)
- Homeland (1989)
- The Yearning-Romances for Alto Flute (1991), con Tim Wheater (Editors Choice, Best Album - Stereo Review)
- The Dreamer-Romances for Alto Flute Vol. 2 (1993), con Tim Wheater
- Simple Pleasures (1996)
- Wind Songs (1996), con Tim Wheater
- The Poet: Romance for Cello (1997), con Martin Tillman
- The Unforgetting Heart (1998,) con Harold Moses e Tim Wheater
- Tea for Two (1998), con Tommy Eyre e Scarlet Rivera
- Lullabies & Childhood Dreams (1998)
- Afterglow (1999), vincitore dell'AFIM Indie Award, Crossroads Music Award, con Martin Tillman e Tim Wheater
- Oboe and Cor Anglais (2000)
- Wind And Waves-The Journey (2003) con Tim Wheater, Chris Bleth e Stephan Liebold
- Beloved (2000), A Musical Tribute to the Queen Mother
- The Lover (2001), con Tim Wheater
- The HeartAid Project (2002), a 9/11 benefit piano collection
- Dreams That Cannot Die (2002), poesie di Henry Longfellow in musica, narrate da Layne Longfellow
- Solace (2004), Grammy nomination
- How Do I Love Thee? (2005), con Michael York
- Requiem (2006), con Heidi Fielding e Dwain Briggs
- Romances-Solo Piano (2007)
- Melancolie-Romances for Harmonica (2009), con Joe Powers